# Olimpijski stadion, Berlin
Olimpijski stadion, Berlin (nem. Olympiastadion, Berlin) je stadion v glavnem mestu Nemčije, kjer je bila odigrana finalna tekma svetovnega prvenstva v nogometu 2006.